# Paul Kanold

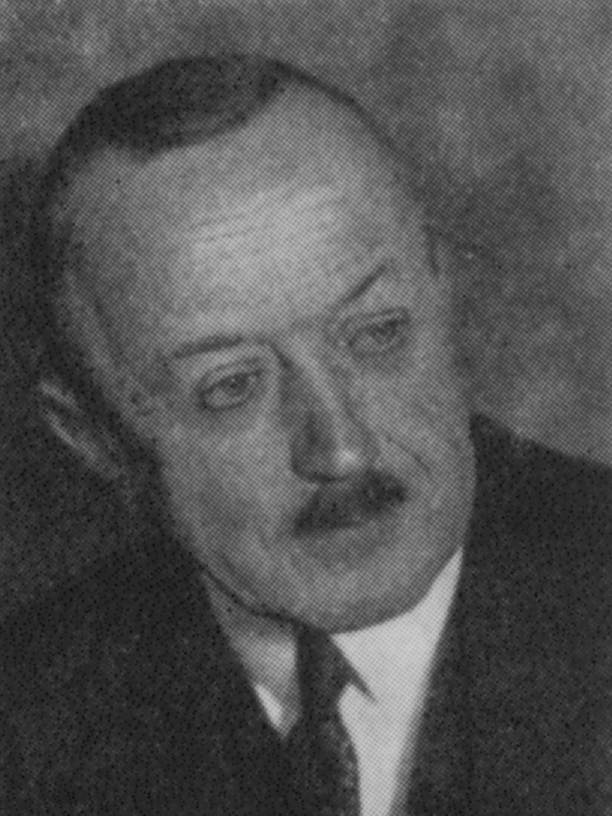
Paul Kanold

Paul Kanold (* 18. April 1874 in Breslau; † 14. Oktober 1946 in Hannover; vollständiger Name: Paul Georg Kanold) war ein deutscher Architekt und Hochschullehrer.

## Leben
Paul Kanold studierte zunächst an der Technischen Hochschule (Berlin-)Charlottenburg bei Carl Schäfer und folgte seinem Lehrer später an die Technische Hochschule Karlsruhe. 1901 erhielt er den Schinkelpreis für den Entwurf zu einem prinzlichen Palais in Berlin, im selben Jahr schloss er seine praktische Ausbildung (Referendariat) mit dem 2. Staatsexamen ab.
Kanold war danach als Baubeamter im preußischen Staatsdienst tätig, seit 1901 als Regierungsbaumeister (Assessor), seit 1907 als Landbauinspektor. 1908 wechselte er als Stadtbauinspektor zur kommunalen Bauverwaltung der Stadt Frankfurt am Main. 1911 wurde er als Professor für das Fach Städtebau und Entwerfen an die Technische Hochschule Hannover berufen. In dieser Zeit entwarf er auch mehrere Stadtvillen in Minden, die dann nach seinen Plänen gebaut wurden und heute meist unter Denkmalschutz stehen. Im Jahr 1930 wurde er Mitglied der Freien Deutschen Akademie des Städtebaues in Berlin.
Zum 1. Mai 1933 trat er der NSDAP bei (Mitgliedsnummer 2.313.616) und im November desselben Jahres unterzeichnete er das Bekenntnis der deutschen Professoren zu Adolf Hitler. Zum 1. Oktober 1939 – nach anderen Quellen erst im Oktober 1940 – wurde er emeritiert. Als einziger Hochschullehrer der Technischen Hochschule Hannover trat er aus der NSDAP noch vor dem Ende der nationalsozialistischen Gewaltherrschaft im Jahr 1943 aus.

## Bauten und Entwürfe

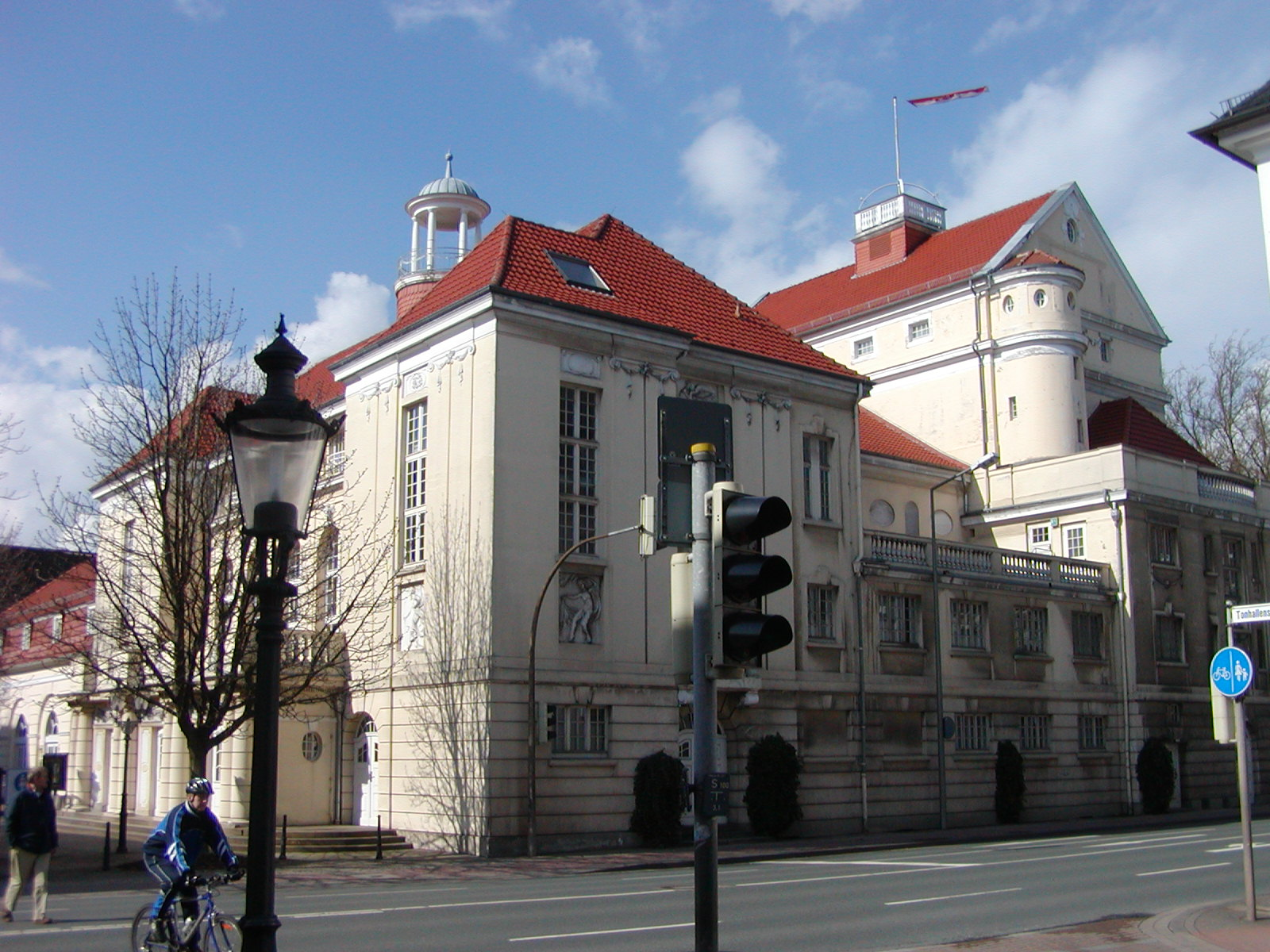
Stadttheater Minden

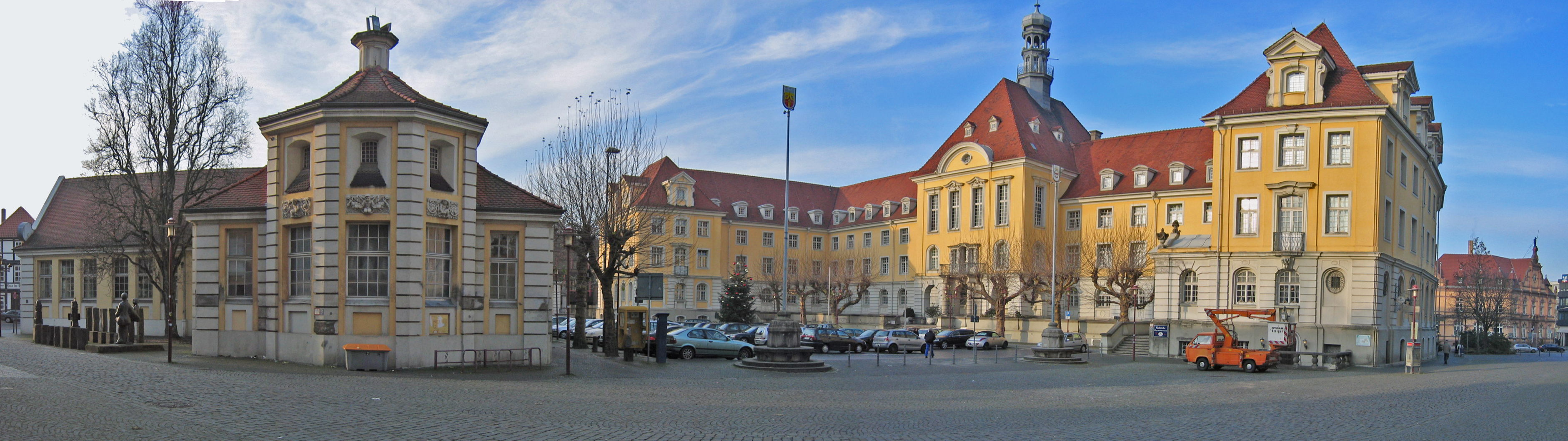
Rathaus Herford mit Markthalle (links)

- 1902–1906: Regierungspräsidium in Minden (Mitarbeit an der künstlerischen Ausgestaltung innerhalb der staatlichen Bauverwaltung unter Paul Kieschke)
- 1903–1905: Knappschaftskrankenhaus in Gelsenkirchen-Ückendorf (Entwurfsurheber als Mitarbeiter innerhalb der staatlichen Bauverwaltung, unter fachlicher Beratung durch Otto Rapmund)
- 1906–1908: Landratsamt (Kreishaus) in Minden (planungsbeteiligt als Mitarbeiter innerhalb der staatlichen Bauverwaltung)
- 1906–1908: Stadttheater in Minden (in Zusammenarbeit mit Stadtbaumeister August Kersten)

Während seiner Tätigkeit in der Frankfurter Bauverwaltung (1908–1911) war er beteiligt z. B. an Planung und Bau der Liebig-Oberrealschule und der Fortbildungsschule Rohrbachstraße (heutige „Hans-Böckler-Schule“) und dem Anbau für die städtische Skulpturensammlung an das frühere Wohnhaus Heinrich von Liebiegs, heute Liebieghaus.
- 1909: Teilneubau der Dorfkirche St. Aegidius in (Hameln-) Holtensen
- 1913–1917: Rathaus und Markthalle in Herford
- 1921: Wohnhochhaus Hunaeusstraße 1 in Hannover
- 1921–1922: Stadtvilla Noll in Minden
- 1921–1922: Verwaltungsgebäude der Vereinigte Schmirgel- und Maschinenfabriken AG in Hannover-Hainholz
- 1925–1926: Verwaltungsgebäude der Elektrizitätswerk Minden-Ravensberg GmbH (EMR) in Herford
- um 1930: Entwurf für einen Erweiterungsbau des Rathauses in Bad Hersfeld (nicht ausgeführt)
- 1937: Renovierung und Umbau der St.-Lamberti-Kirche in Oldenburg i. O. (Taufkapelle im Sockelgeschoss des Hauptturms bis heute weitgehend im Originalzustand erhalten)[2]